# Былкылдак (танец)
«Былкылдак» («Пластичный») — казахский лирический танец. Музыкальное сопровождение — одноименного кюй народного композитора Таттимбета Казангапова (в обработке Е. Г. Брусиловского). Первый сценический вариант танца поставлен в 1934 году в опере «Кыз Жибек» балетмейстером А. А. Александровым. Первая исполнительница — известная казахская танцовщица Ш.Жиенкулова. Варианты танца в исполнении одной (1954), двух (1957) и четырёх девушек (1984) поставлены балетмейстером Д. Т. Абировым.